# Kadi c. Consiglio e Commissione Europea
Kadi e Al Barakaat International Foundation contro Consiglio e Commissione Europea (procedimento conclusosi con sent. n. 2008 C-402/05) è stato un caso di diritto dell'Unione Europea relativo al rapporto gerarchico tra il diritto internazionale e i principi generali del diritto dell'Unione.

## Fatto e ricorso
Il signor Kadi, soggetto residente in Arabia Saudita ma con beni in Svezia e l'ente Al Barakaat cioè un'associazione di beneficenza per rifugiati somali, contestarono l'illiceità del blocco dei conti correnti a loro intestati messo in atto dalla Commissione europea. Il motivo del loro ricorso era che la loro proprietà era stata sequestrata non solo senza alcuna udienza in tribunale, ma addirittura senza che questi fossero accusati di aver compiuto atti illeciti: il motivo del provvedimento, infatti, era che il Consiglio di sicurezza delle Nazioni Unite aveva con risoluzione ai sensi del Capitolo VII della Carta ONU, individuato i soggetti quali possibili affiliati di Al Qaida. Così, in esecuzione della risoluzione dell'ONU, le istituzioni dell'UE, con regolamento, avevano "congelato" i beni di tutte le persone e di tutti i gruppi associati ai talebani e a Osama Bin Laden, tra cui appunto quelle del Kadi (cui lo Stato svedese ha dato poi esecuzione materiale). 
I ricorrenti Kadi e Al Barakaat affermavano nel ricorso che il regolamento avrebbe dovuto essere annullato ai sensi dell'articolo 263 del TFUE e che fosse in atto una violazione dei diritti umani.

## Sentenza

### Parere dell'avvocato generale
Nelle conclusioni dell'Avvocato generale Maduro, il diritto dell'UE non doveva "piegarsi" incondizionatamente al diritto internazionale, visto che nel caso la conseguenza poteva essere una violazione dei principi costituzionali fondamentali (diritto alla difesa).

### Sentenza del Tribunale dell'Unione Europea
Per il Tribunale dell'Unione Europea (General Court), il regolamento attuativo della decisione delle Nazioni Unite era valido: la risoluzione del Consiglio di sicurezza era vincolante per tutti i membri delle Nazioni Unite (art. 25 della Carta delle Nazioni Unite) e prevaleva su tutti i trattati (art. 103) (quindi anche sui trattati UE). Sicché per il Tribunale, ovvero il blocco dei conti subito da Kadi doveva essere eseguito anche se in conflitto con i principi derivanti dai trattati UE. Ciò ebbe più che per le vittime della decisione, per il diritto dell'Unione europea in generale, un impatto notevole: la risoluzione dell'ONU prevaleva sul diritto dell'UE. 
Questa soggezione, per il Tribunale, non derivava direttamente dal diritto internazionale, ma dal principio già affermato nella sentenza International Fruit Company e a. c. Produktschap voor Groenten en Fruit del 1972 (cause riunite da 21 a 24/72).
Inoltre, osservava il Tribunale nel merito la risoluzione non violava alcuna norma di jus cogens, come invece denunziato dai ricorrenti (diritto alla difesa).

### Sentenza della Corte di giustizia dell'Unione Europea
La Corte di giustizia ha accolto l'appello di Kadi 'ribaltando' la sentenza di primo grado: ha invalidato la risoluzione del Consiglio di sicurezza dell'ONU in quanto non valida ai sensi del diritto dell'UE. Infatti, la Corte non aveva giurisdizione per giudicare la legittimità delle risoluzioni del Consiglio di sicurezza, ma ben poteva esprimersi sui regolamenti dell'UE (nel caso, il regolamento UE attuativo della risoluzione ONU). 
Sicché il regolamento, adottato per dare attuazione agli obblighi degli Stati membri ai sensi della Carta ONU visto l'obbligo, contenuto nella risoluzione del CS, di 'bloccare' i conti correnti di Kadi, non era valido in quanto non conforme a taluni principi fondamentali dell'Unione europea. 
Se quindi, in base al diritto internazionale, dovrebbero prevalere le risoluzioni del Consiglio di sicurezza (l'articolo 351 del TFUE proteggeva il regolamento dalle impugnazioni), allora questa sentenza ha modificato, pur lasciando invariati gli effetti lesivi già prodottisi, ovvero la gerarchia delle fonti del diritto nei rapporti tra l'UE e il diritto internazionale (nel caso, dell'ONU).

## Diritto
La sentenza della CGUE riflette un orientamento mite tra l'accettazione assoluta del diritto internazionale (che potrebbe pure violare i fondamentali dell'UE) e, dall'altra parte, la prevalenza dei requisiti costituzionali europei.